# El Político

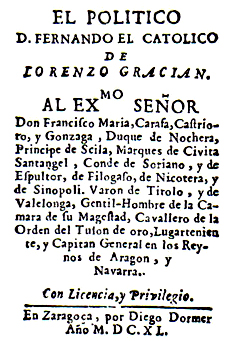
Primera edición, de 1640 (Zaragoza, Diego Dormer), de El Político.

El Político (1640), cuyo título completo es El político don Fernando el Católico, es una obra literaria perteneciente a la prosa didáctica de Baltasar Gracián en la que, bajo la forma de una tesis que defiende que Fernando el Católico fue el mayor rey de la monarquía española,  se describen sus dotes políticas y sus virtudes como ejemplo a emular para el hombre.

## Género
La obra se adscribe al género del encomio biográfico, que tuvo un importante cultivo en el Renacimiento y el Barroco. Gracián personaliza ahora en un ejemplo histórico concreto, la figura del rey Fernando, lo que había consignado en la figura ideal de su primer libro, El Héroe. Se ofrece de este modo un modelo concreto de gobernante que destaca sobre todos los monarcas pasados, y que se constituye a su vez en espejo en que se reflejen los posteriores, en la línea de los conocidos “espejos de príncipes” al que nos referíamos, en parte, arriba. Buena muestra de lo dicho es el inicio del panegírico: 

Opongo un rey a todos los pasados; propongo un rey a todos los venideros: don Fernando el católico, aquel gran maestro del arte de reinar, el oráculo mayor de la Razón de Estado.
 Baltasar Gracián, El Político, (Emilio Blanco, O.C.,  II, 49.)

## Estructura
El libro está escrito bajo la forma de un discurso académico unitario, sin división de capítulos, en 222 páginas en formato manual de dieciseisavo, con un diseño tipográfico que ajustó los parágrafos, de longitud semejante, a la mancha de la escritura de la hoja. A pesar de ello hay un esquema compositivo, en el que, tras enunciar de forma abstracta la cualidad del rey, se añade una serie de ejemplos históricos para someterlos a la comparación con los paralelos del rey aragonés. Si el ejemplo aducido es para imitar, Fernando el Católico siempre obtiene ventaja sobre el suceso histórico en su actuación. Si es para rechazar, se constata que el monarca nunca cayó en tal defecto. Se ha propuesto que este esquema tiene paralelos con el del emblema, que comienza su difusión moderna con el humanista Andrea Alciato y se prolonga en émulos a lo largo de todo el Siglo de Oro. El párrafo inicial presentaría a la cualidad o característica política, y funciona como lema o mote; los ejemplos históricos harían las veces de la pictura, o dibujo alegórico; por fin, la conclusión, equivaldría al texto (el epigrama habitual de los emblemas, o la glosa).
Este es el esquema que articula El Político. La monografía de Ángel Ferrari  defiende que el opúsculo sobre el rey católico responde a un esquema quíntuple de tradición escolástica, típico en la biografía política clásica. En la base de todo el texto habría un esquema aretológico según el cual cinco virtudes animan el cuerpo del monarca (las cuatro cardinales –prudencia, justicia, fortaleza y templanza- más la fe). A su vez, habría también un esquema antropomórfico, pues sobre esas cinco virtudes mencionadas Gracián habría organizado el cuerpo de su obra en cinco partes, correspondientes con las del cuerpo: rostro, brazo, tronco, sexo y piernas. Lo habitual en los textos políticos de la época era representar la figura humana mutilada como símbolo político: el hecho de que el rey Fernando aparezca con todos los miembros daría buena cuenta de las intenciones de Gracián. De la conjunción de esos dos esquemas quíntuples –aretológico y antropomórfico- se derivarían cincuenta determinantes de la figura de Fernando el Católico. José Miguel Oltra apunta, sin embargo, que el gusto barroco de Gracián “le conduce a la ocultación deliberada (de esta división múltiple), para deleite de los inteligentes y desconcierto de los demás”. Si bien no se acepta unánimemente esta estructura en cinco partes, habría que recordar que, dada la preferencia de Gracián por la división de sus obras en un número de capítulos múltiplo de 5 (véase El Héroe, El Discreto o el Oráculo manual y arte de prudencia), no habría sido excepcional utilizarlo en El Político.

## Valoración
El resultado es que toda esa dificultad, más el evidente carácter desmedido del elogio al rey aragonés, ha distanciado al lector moderno de este tratado de Gracián. Y eso pese a que el momento histórico de la publicación de la obra es indudable, al inicio de la Sublevación de Cataluña y de la escisión de Portugal de España. En tal delicado momento, Gracián quiso presentar al monarca aragonés, que según el jesuita, fundó la mayor monarquía hasta la fecha, de reinos hasta entonces separados, como modelo de excelencia para oponer a los presentes, a Felipe IV y al Conde-Duque de Olivares.

### Ediciones

#### Ediciónprinceps
- EL POLITICO/ D. FERNANDO EL CATOLICO/ DE / LORENZO GRACIAN./ AL EXMO SEÑOR/ Don Francisco Maria,Carafa,Castrio-/to, y Gonzaga , Duque de Nochera,/ Principe de Scila, Marques de Civita/ Santangel , Conde de Soriano , y de/ Espultor, de Filogaso, de Nicotera, y/ de Sinopoli. Varon de Tirolo , y de/ Valelonga, Gentil-Hombre de la Ca-/mara de su Magestad, Cavallero de la/ Orden del Tuson de oro,Lugartenien/te, y Capitan General en los Rey-/ nos de Aragon , y/ Navarra./ Con Licencia,y Privilegio./ En Zaragoça , por Diego Dormer/ Año M. D C. X L.
- Facsímil: El Político, Zaragoza, Institución Fernando el Católico, 1985. Edición facsímil con prólogo de Aurora Egido. ISBN 8400059166

#### Ediciones modernas
- El político, ed. Evaristo Correa Calderón, Madrid, Anaya, 19736. ISBN 8420707538
- El Héroe. El Político. El Discreto. Oráculo manual y arte de prudencia, ed. Arturo del Hoyo, Barcelona, Plaza y Janés (Clásicos Plaza y Janés. Biblioteca Crítica de Autores Españoles, 54), 1986. ISBN 8401905753
- Obras completas, ed. Emilio Blanco, Madrid, Turner-Biblioteca Castro, 1993, 2 vols. ISBN 8489794596
- Obras completas, ed. Luis Sánchez Laílla, introducción de Aurora Egido, Madrid, Espasa-Calpe, 2001. ISBN 8423978931